# معارض فوربس
معرض فوربس (40°44′06″N 73°59′41″W) الواقع داخل مبني فوربس في الجادة الخامسة بين شارع 12 وشارع 13 الغربي في حي غرينتش في مانهاتن، مدينة نيويورك، الولايات المتحدة، هو مقر عرض مجموعات فوربس من تحف فنية، بيض فابرجية ووثائق تاريخية التي عرضتها عائلته بعد وفاته.

## المعرض
أغلق المعرض في نوفمبر 2014.
تحتوي المجموعة على مختلف ألعاب فوربس وصل عددها إلى 500 سفينه و 12,000 جندي لعبة ولوحة مونوبلي والتي حصل عليها من عمليات المزاد العلنية، غير مجموعة من الميداليات ومقتنيات حصل عليها من أولمبياد العالم في قسم الذهب الأوليمبي، مع عدد من بيض فابريجي.
في تلك الفترة حاز المتحف على شعبية أكثر مما حصل عليها في نيويورك.

## وصلات خارجية
- معارض فوربس نسخة محفوظة 17 مارس 2015 على موقع واي باك مشين.
- معرض فوربس نسخة محفوظة 17 مارس 2015 على موقع واي باك مشين.